# Sárgahasú kántokmadár
A sárgahasú kántokmadár (Euphonia chlorotica) a madarak osztályának verébalakúak (Passeriformes) rendjébe és a pintyfélék (Fringillidae) családjába tartozó faj.

## Rendszerezése
A fajt Carl von Linné svéd természettudós írta le 1758-ban, a Tanagra nembe Tanagra chlorotica néven.

## Alfajai
- Euphonia chlorotica amazonica Parkes, 1969
- Euphonia chlorotica chlorotica (Linnaeus, 1766)
- Euphonia chlorotica cynophora (Oberholser, 1918)
- Euphonia chlorotica serrirostris d'Orbigny & Lafresnaye, 1837
- Euphonia chlorotica taczanowskii P. L. Sclater, 1886[2]

## Előfordulása
Dél-Amerikában, Argentína, Bolívia, Brazília, Ecuador, Francia Guyana, Guyana, Kolumbia, Paraguay, Peru, Suriname, Uruguay és Venezuela területén honos.
Természetes élőhelyei a szubtrópusi vagy trópusi síkvidéki esőerdők, mocsári erdők, száraz erdők, szavannák és cserjések, lápok és mocsarak környékén, valamint legelők, ültetvények, szántóföldek, másodlagos erdők, vidéki kertek és városi régiók. Állandó, nem vonuló faj.

## Megjelenése
Testhossza 10 centiméter.
|  |  |

## Természetvédelmi helyzete
Az elterjedési területe rendkívül nagy, egyedszáma pedig stabil. A Természetvédelmi Világszövetség Vörös listáján nem fenyegetett fajként szerepel.